# IFA Fistball World Tour Finals
Die IFA Fistball World Tour Finals werden seit 2018 von der International Fistball Association (IFA, Internationale Faustball-Vereinigung) ausgetragen. Sie lösten den Vorgängerwettbewerb, den Faustball-Weltpokal ab.

## Teilnahmeberechtigung
Teilnahmeberechtigt sind je Kontinent eine Mannschaft der Mitgliedsverbände, bei Kontinenten mit Kontinentalmeisterschaften die jeweiligen Sieger der höchsten Cup-Wettbewerbe des Vorjahres der Vereinsmannschaften der Frauen bzw. Männer. Außerdem qualifizieren sich die bestplatzierten Mannschaften der IFA Fistball World Tour des Vorjahres. Insgesamt acht Teams nehmen jeweils am Frauen- bzw. Männerwettbewerb teil.

## World Tour Finale der Männer
Die erste Austragung fand 2018 in Vaihingen/Enz statt. Die dritte Austragung sollte 2020 eigentlich in Birmingham (USA) als Pre-Event der World Games 2021 stattfinden. Aufgrund des Coronavirus musste die Veranstaltung aber abgesagt werden.
| #  | Jahr | Dauer             | Ort           | Gold                     | Silber           | Bronze                   |
| -- | ---- | ----------------- | ------------- | ------------------------ | ---------------- | ------------------------ |
| 1. | 2018 | 27.–28. April     | Vaihingen/Enz | SG Novo Hamburgo         | STV Wigoltingen  | SVD Diepoldsau           |
| 2. | 2019 | 13.–15. September | Salzburg      | TSV Pfungstadt           | SG Novo Hamburgo | Union Tigers Vöcklabruck |
| 3. | 2022 | 6.–9. Oktober     | Curitiba      | TSV Pfungstadt           | SG Novo Hamburgo | Clube Duque de Caxias    |
| 4. | 2023 | 19.–22. Oktober   | Curitiba      | SG Novo Hamburgo         | TSV Pfungstadt   | Union Tigers Vöcklabruck |
| 5. | 2024 | 18.–21. Juli      | Mannheim      | Union Tigers Vöcklabruck | TSV Pfungstadt   | SG Novo Hamburgo         |

### Gesamtmedaillenspiegel der Männer
| # | Verein                   | Gold | Silber | Bronze |
| - | ------------------------ | ---- | ------ | ------ |
| 1 | SG Novo Hamburgo         | 2    | 2      | 1      |
| 2 | TSV Pfungstadt           | 2    | 2      | 0      |
| 3 | Union Tigers Vöcklabruck | 1    | 0      | 2      |
| 4 | STV Wigoltingen          | 0    | 1      | 0      |
| 5 | SVD Diepoldsau           | 0    | 0      | 1      |
| 5 | Clube Duque de Caxias    | 0    | 0      | 1      |

## World Tour Finale der Frauen
Die erste Austragung fand 2018 in Vaihingen/Enz statt. Die dritte Austragung sollte 2020 eigentlich in Birmingham (USA) als Pre-Event der World Games 2021 stattfinden. Aufgrund des Coronavirus musste die Veranstaltung aber abgesagt werden.
| #  | Jahr | Dauer             | Ort           | Gold                | Silber                | Bronze                 |
| -- | ---- | ----------------- | ------------- | ------------------- | --------------------- | ---------------------- |
| 1. | 2018 | 27.–28. April     | Vaihingen/Enz | Duque de Caxias     | TSV Dennach           | TSV Calw               |
| 2. | 2019 | 13.–15. September | Salzburg      | TSV Dennach         | SOGIPA Porto Alegre   | Duque de Caxias        |
| 3. | 2022 | 6.–9. Oktober     | Curitiba      | SOGIPA Porto Alegre | Clube Duque de Caxias | TV Jahn Schneverdingen |
| 4. | 2023 | 19.–22. Oktober   | Curitiba      |                     |                       |                        |

### Gesamtmedaillenspiegel der Frauen
| # | Verein                 | Gold | Silber | Bronze |
| - | ---------------------- | ---- | ------ | ------ |
| 1 | Clube Duque de Caxias  | 1    | 1      | 1      |
| 2 | TSV Dennach            | 1    | 1      | 0      |
| 2 | SOGIPA Porto Alegre    | 1    | 1      | 0      |
| 4 | TSV Calw               | 0    | 0      | 1      |
| 4 | TV Jahn Schneverdingen | 0    | 0      | 1      |